# Чернышено (Думиничский район)
Черны́шено — село в Думиничском районе Калужской области России. Административный центр сельского поселения «Село Чернышено».
Расположено на левом берегу реки Жиздра, в 11 км от железнодорожной станции Думиничи (на линии Брянск-Сухиничи).

## История
Чернышено — один из самых старинных населённых пунктов Думиничского района. Точная дата его основания неизвестна. Впервые упоминается в переписных книгах Дудинской дворцовой волости 1646 года с числом крестьянских дворов - 21.
После русско-шведской войны в 1721 г. царь Пётр I пожаловал его своему ближайшему сподвижнику графу Якову Брюсу, потомку шотландских королей. После выхода в отставку граф подолгу жил в своём чернышенском поместье, занимаясь алхимическими опытами. Память о «колдуне Брюсе», царском «арихметчике» и изобретателе «живой воды», сохранилась в народных легендах и преданиях.
Яков Брюс умер в 1735 г., не оставив потомства. Графский титул и имения унаследовал его племянник, генерал-поручик Александр Романович Брюс (1705—1760), у которого был единственный сын, генерал-аншеф Яков Александрович. Его дочь и наследница Екатерина Яковлевна (1776—1821) вышла замуж за графа В. В. Мусина-Пушкина. Мусины-Пушкины продали Чернышено И. Н. Скобелеву, вскоре после его женитьбы (в 1817 году). Он часто бывал в этом имении, а после отставки в период 1828—1831 годов жил в нём постоянно.
Его жена Надежда Дмитриевна умерла в 1838 году и похоронена в Чернышено. На месте её могилы в 1844 году Скобелевы построили Церковь Успения Пресвятой Богородицы.
После покупки имения в Рязанской губернии И. Н. Скобелев передал управление чернышенским поместьем своему сыну Дмитрию. В 1865 году село Чернышено было отдано в приданое дочери, Надежде Дмитриевне (1847—1920), вышедшей замуж за кн. Белосельского-Белозерского. В 1890-е годы поместье приобрёл известный промышленник Густав Шлиппе, который в 1909—1910 гг. построил в Чернышено фанерную фабрику, первую в Калужской губернии.
Село Чернышено с 1861 года была центром Чернышенской волости Жиздринского уезда. В 1918 Чернышенская волость упразднена, Чернышено вошло в состав Хотьковской волости (до 1925).
Во время Великой Отечественной войны (1941—1945 гг.) село занято фашистами с 5 октября 1941 по 5 января 1942. Вновь захвачено в итоге трёхдневных боев 22-24 февраля. 2 апреля 1942 освобождено войсками 324-й стрелковой дивизии 16-й армии.
Церковь Успения Пресвятой Богородицы во время войны была разрушена примерно на половину. До настоящего времени сохранились стены и колонны разрушенной церкви.
Вместо бывшей фанерной фабрики в 1947 г. был образован лесокомбинат по заготовке леса, производству кровельной щепы и дров. С 1957 г. на нём возобновился выпуск фанеры.
В 1958 году чернышенский колхоз «Новый Путь» (171 трудоспособный колхозник) был объединён с колхозом д. Притычино «Верный путь» (39 трудоспособных). В 1976 г. в «Новом пути» было 260 коров.
В 1990-е гг. колхоз два раза реорганизовывался, а в 2004 был присоединён к агрофирме «Хотьково».
В 2006 году, в ходе поисковой экспедиции близ села, были найдены останки 110 советских солдат, а также солдата вермахта времён ВОВ. Все останки советских солдат были захоронены в селе в братской могиле. Останки солдата вермахта первоначально захоронили на месте их обнаружения, но позднее (в 2010 году) прах немецкого солдата был перезахоронен на родине внуком погибшего воина.

## Население
| 2002 | 2010 |
| ---- | ---- |
| 772  | ↘728 |

## Достопримечательности
- Часовня (С 14.08.2010 не существует)
- Молебный дом
- Курганный могильник
- Разрушенная церковь Успения Пресвятой Богородицы 1843 года.
- Братская могила советских воинов. В числе захороненных — генерал-майор авиации Н. В. Корнев — боец партизанского отряда «За Родину».

## Промышленность
Из промышленных предприятий в селе работает ОАО «Чернышенский лесокомбинат». Основная деятельность комбината — производство фанеры. В Чернышено работает Чернышенская средняя образовательная школа, фельдшерско-акушерский пункт, почта, клуб, библиотека.

## Знаменитые земляки
- C 1818? до своей смерти в 1849 г. владельцем села был генерал Иван Никитич Скобелев.
- В Чернышене в 1821 г. родился генерал Дмитрий Иванович Скобелев.
- В Чернышене в 1956—1976 гг. жил писатель Иван Синицын.

## Фотографии села

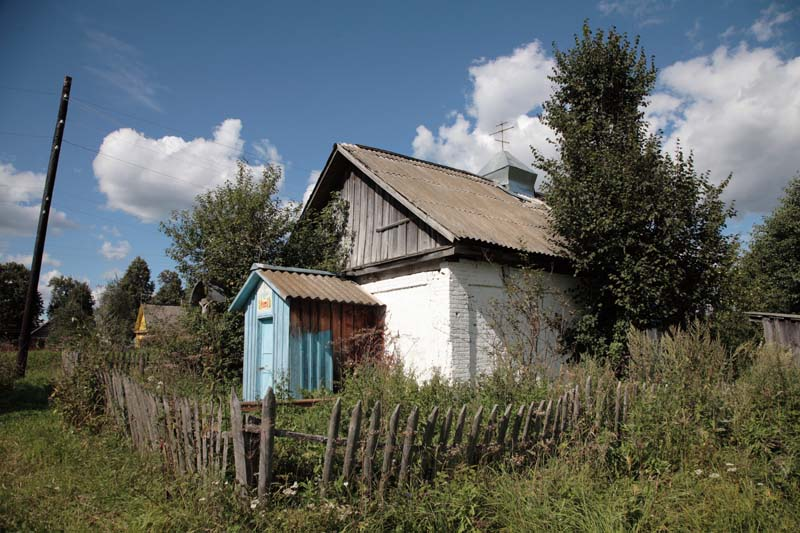
Молебный дом
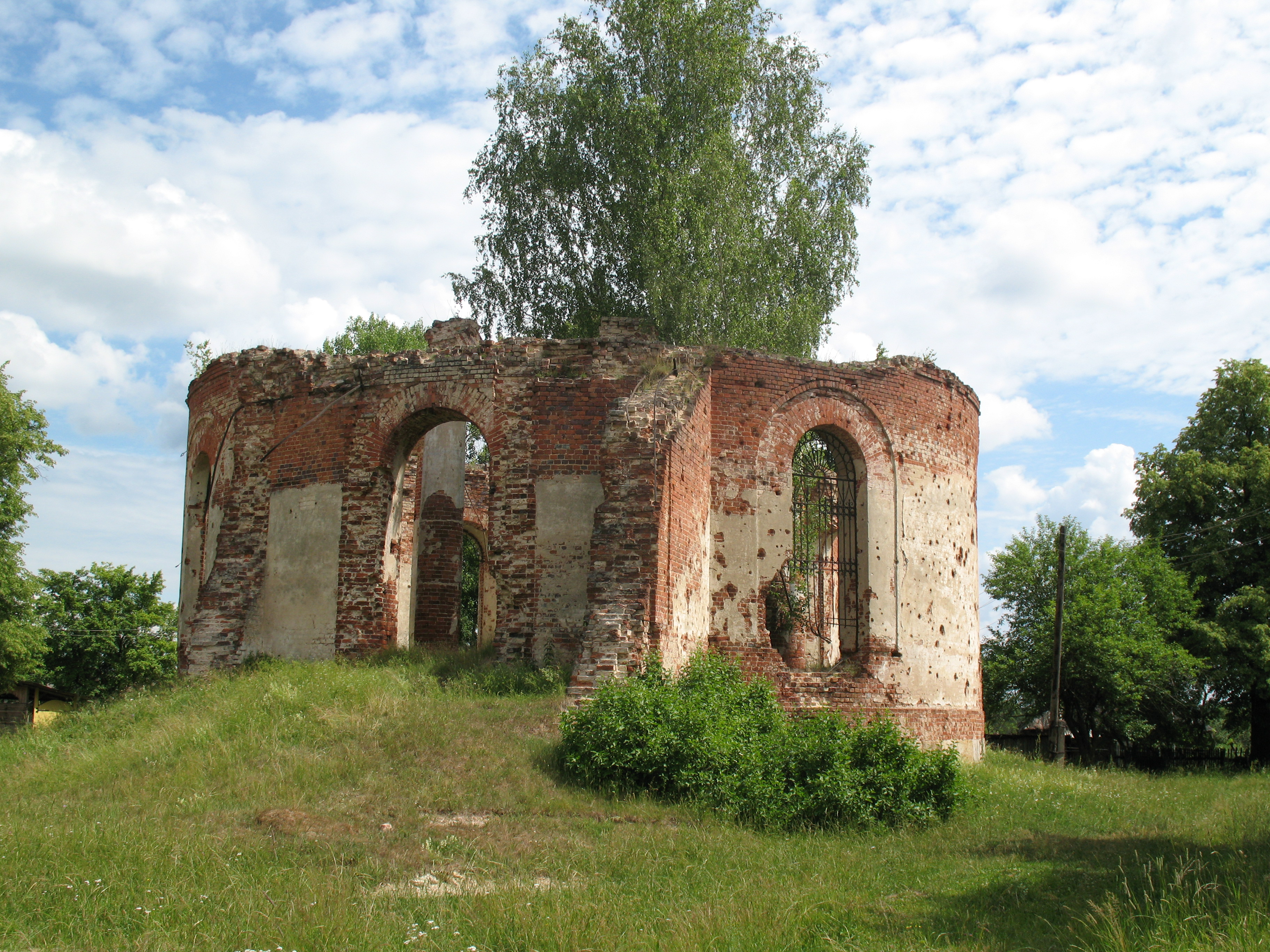
разрушенная церковь Успения Пресвятой Богородицы
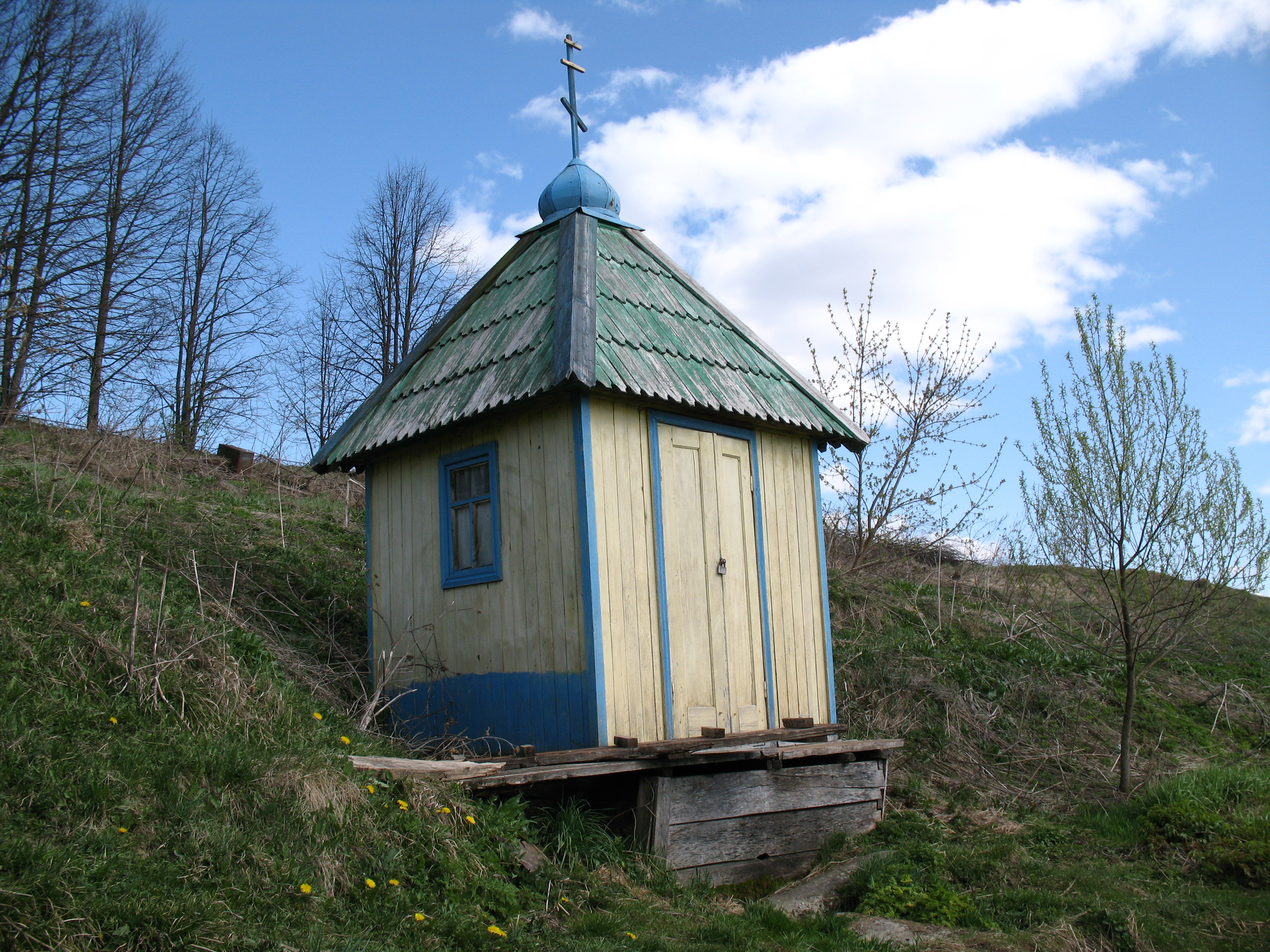
Часовня (Ныне сломана)
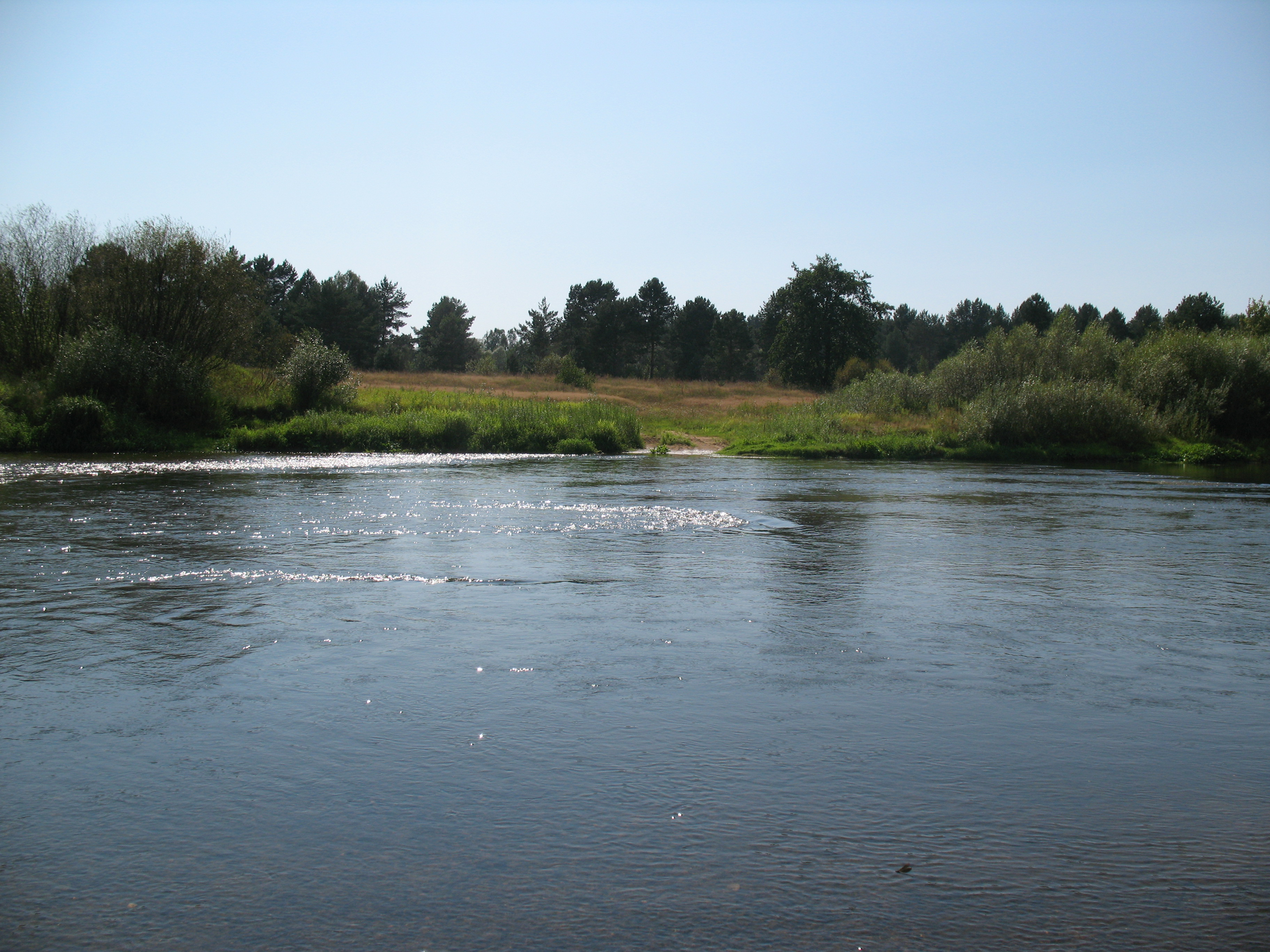
Река Жиздра в районе села Чернышено
Памятник погибшим землякам
Братская могила
Памятник бойцам штрафной роты
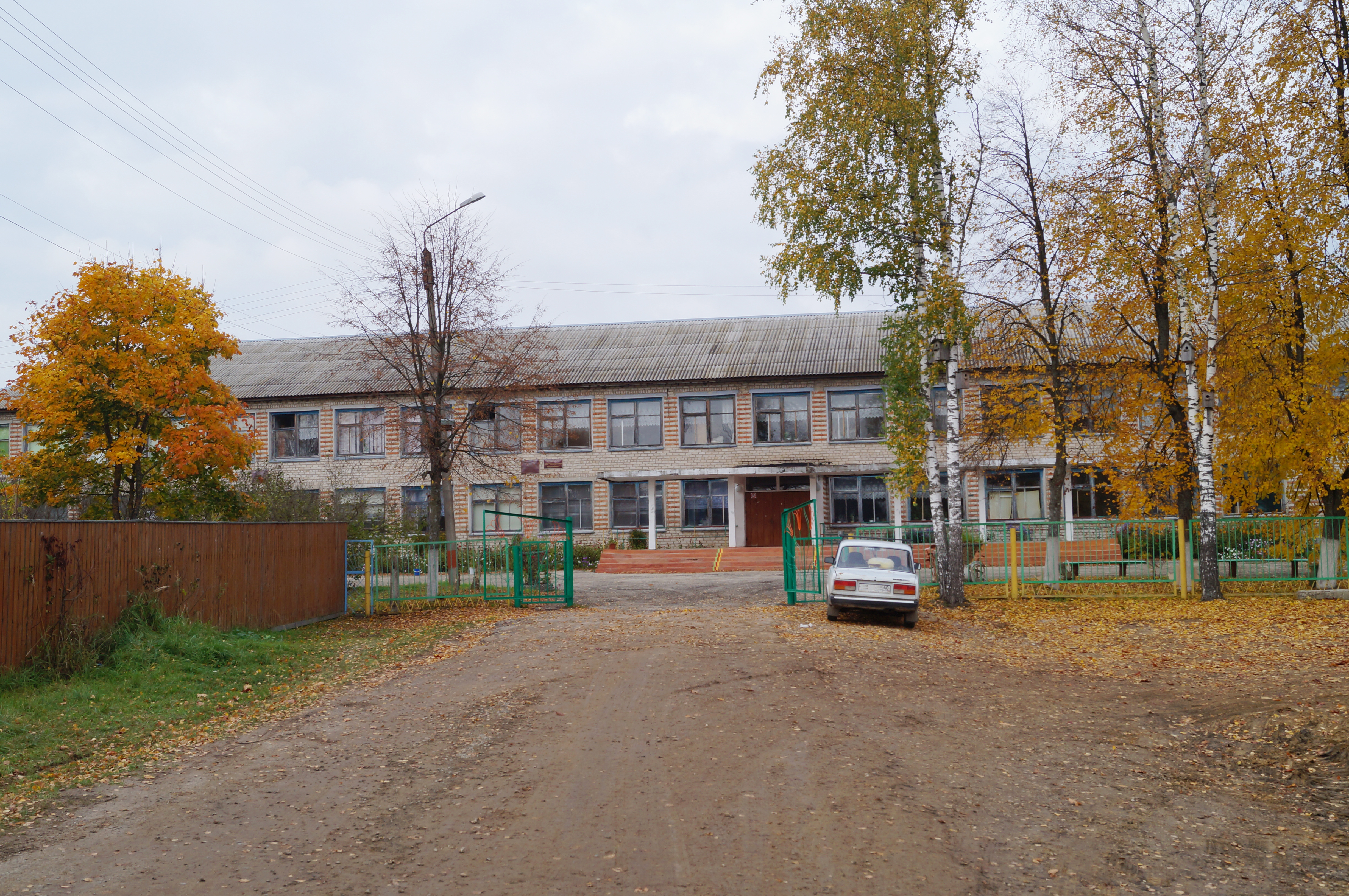
Школа
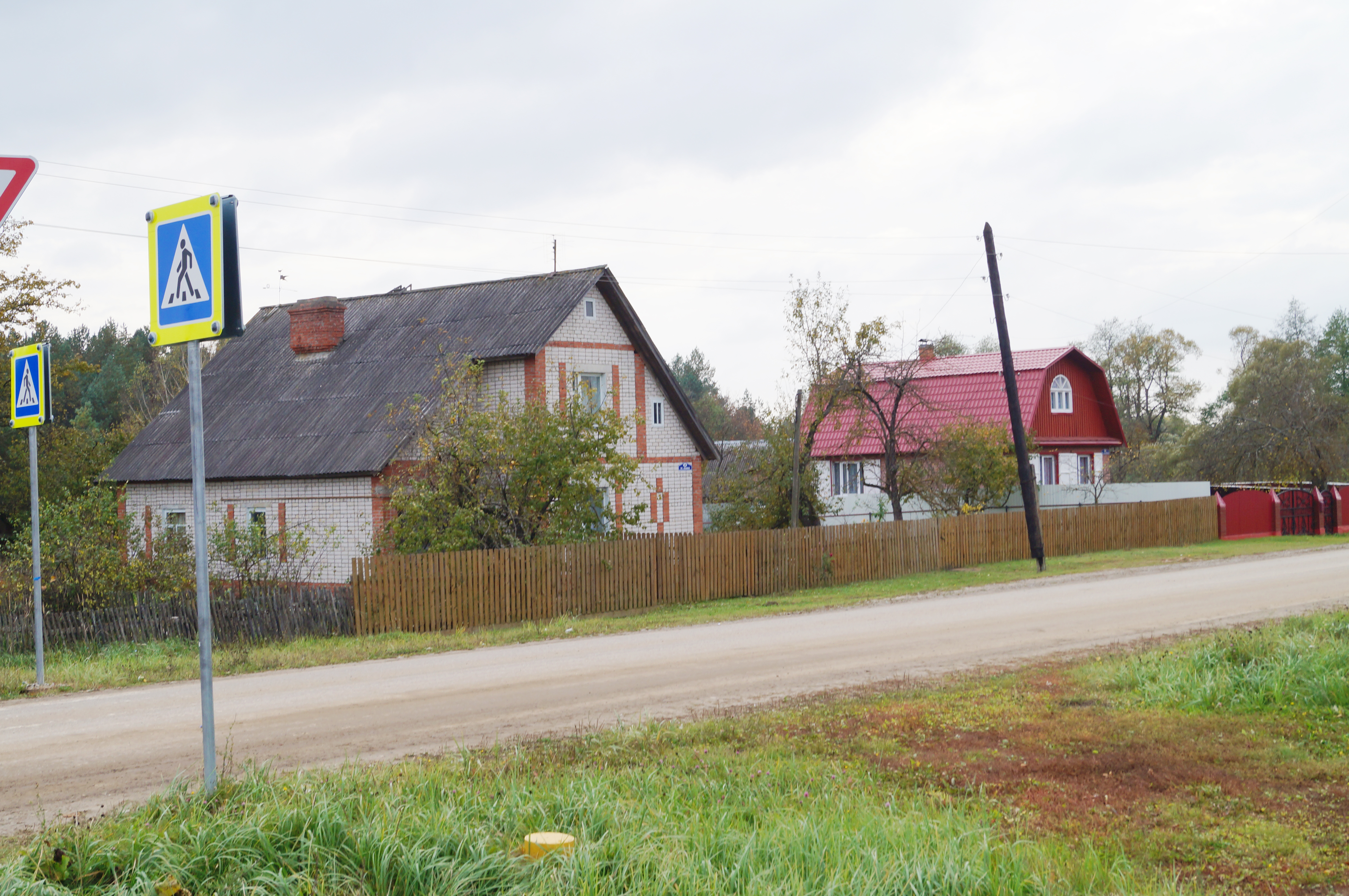
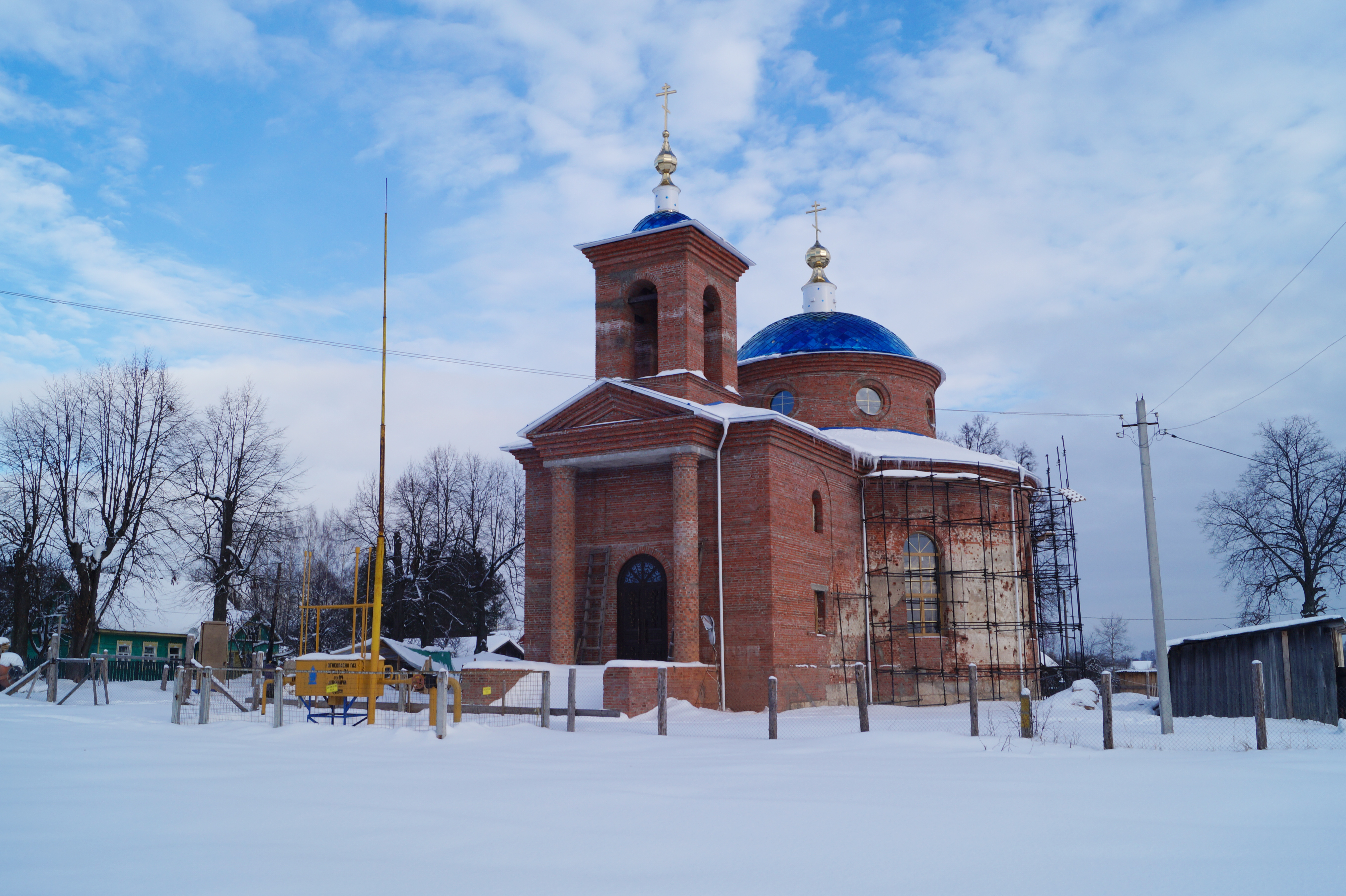
Реставрируемый храм
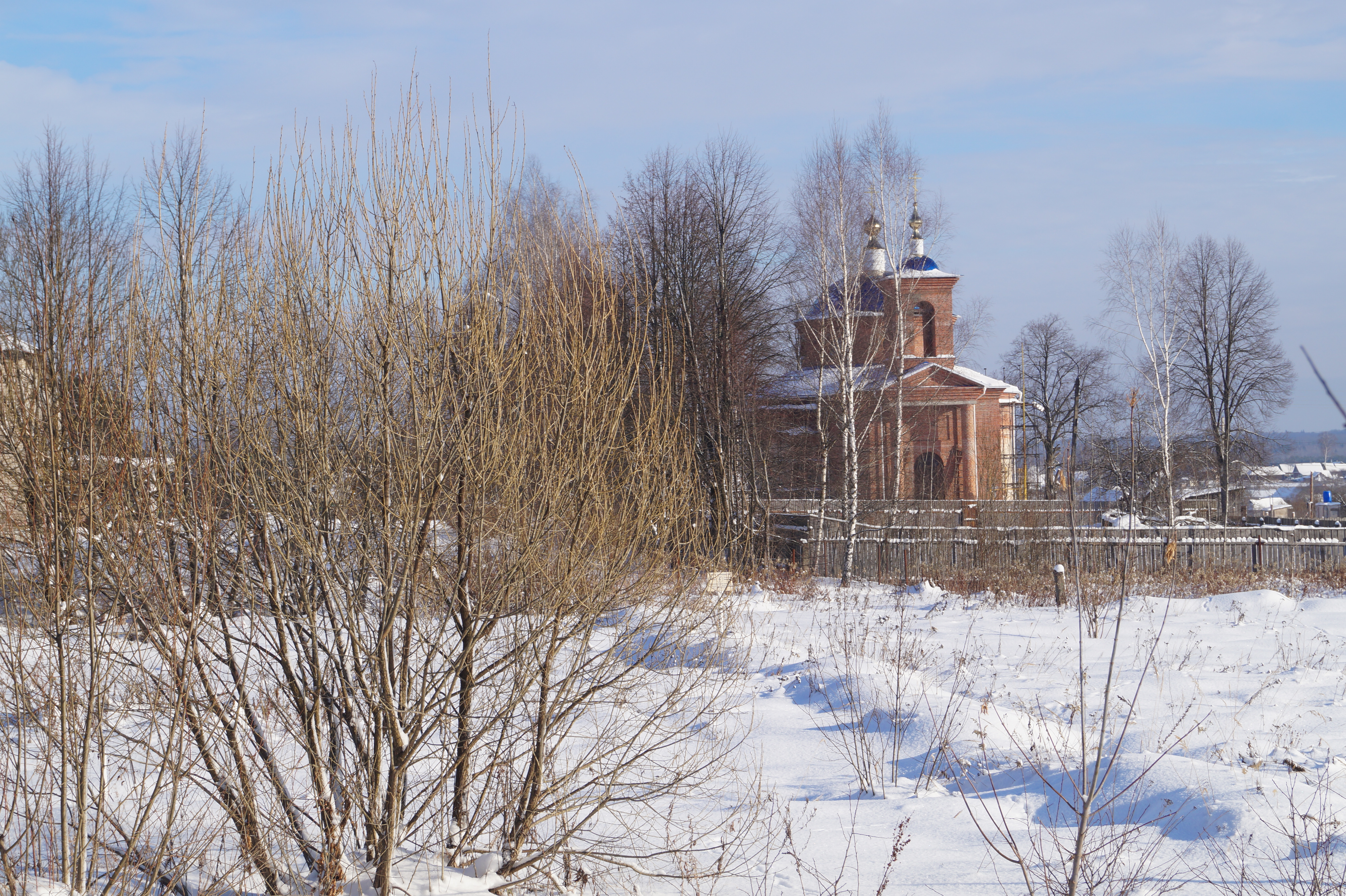
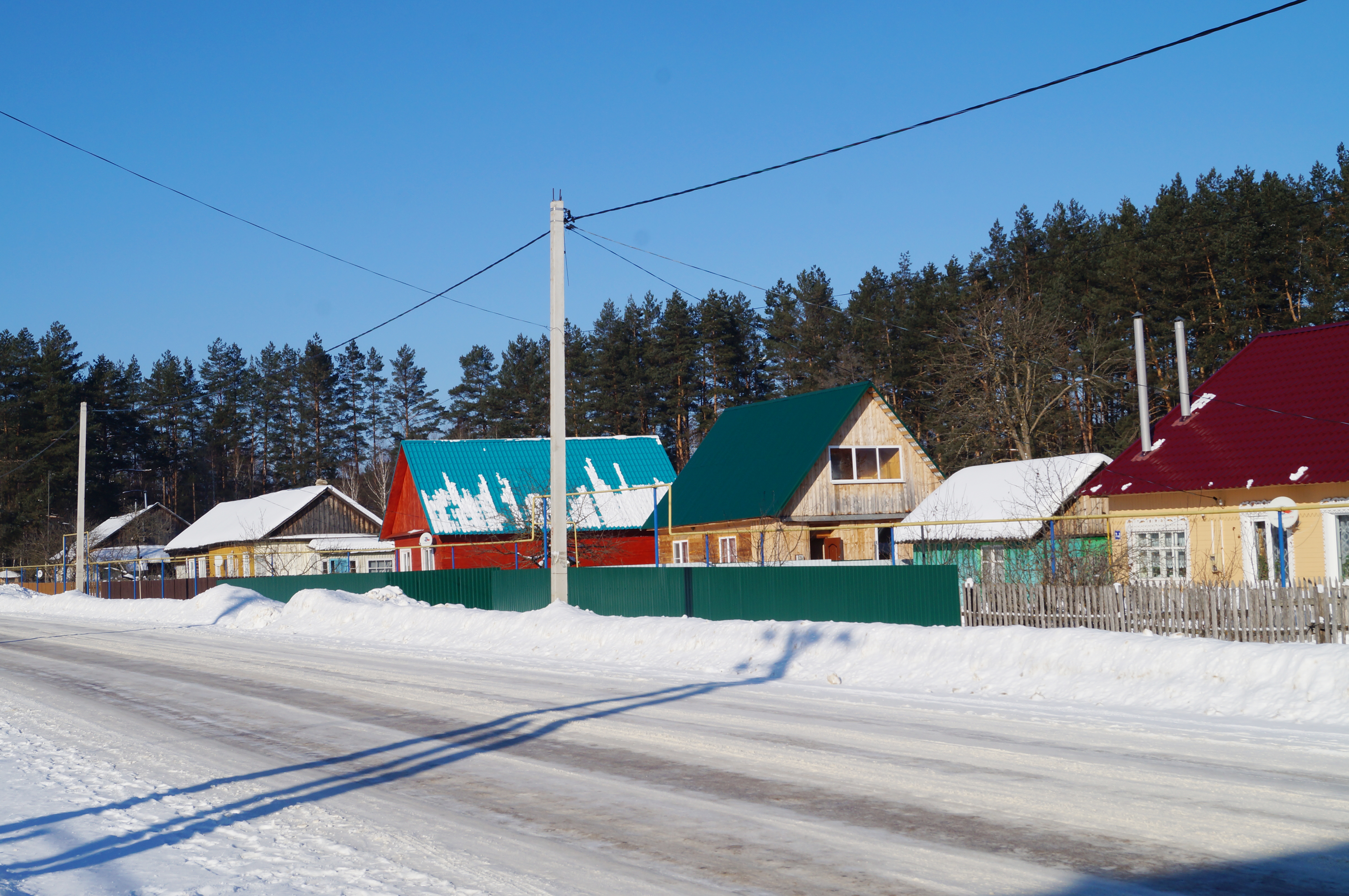
На въезде
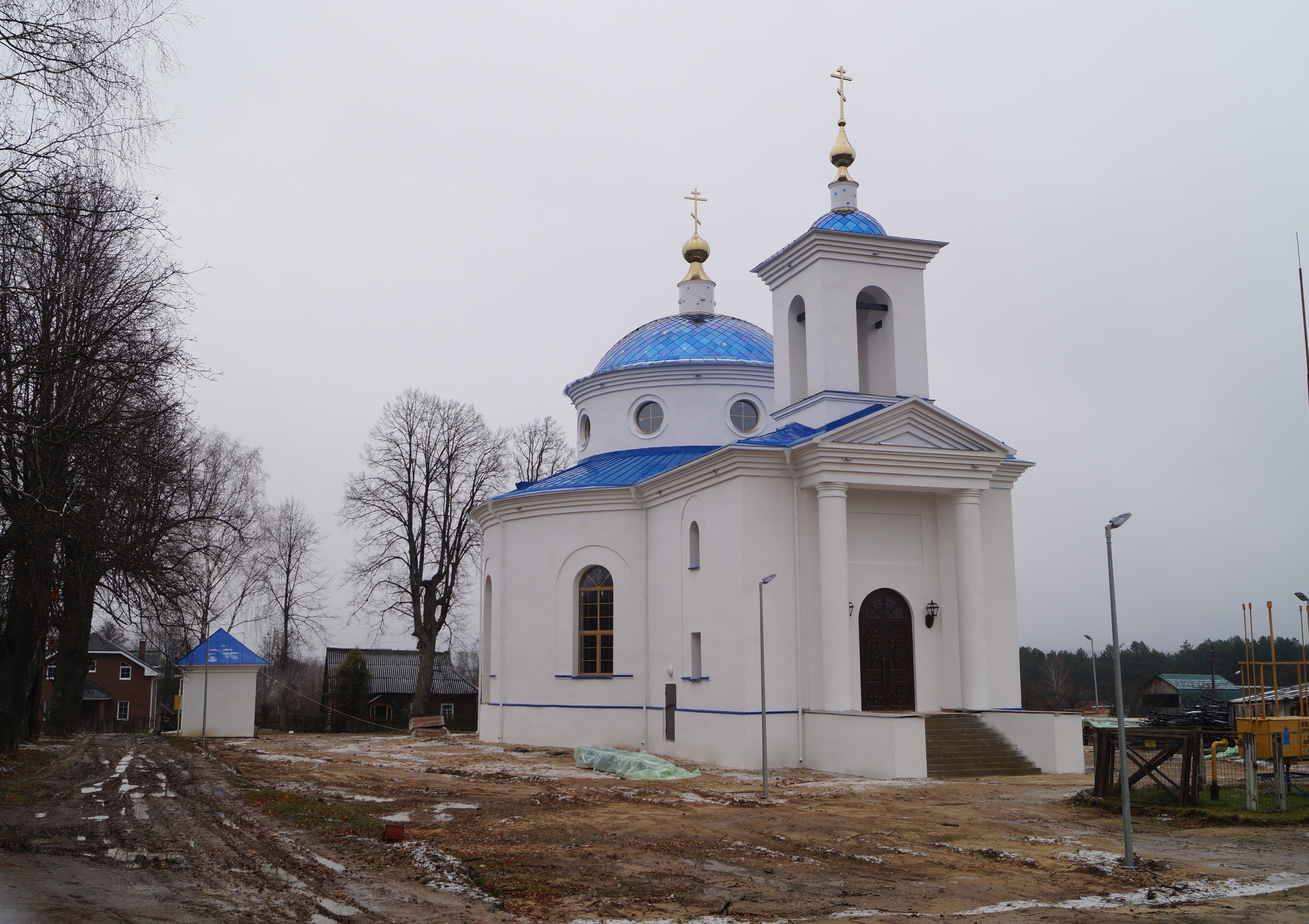
Храм в ноябре 2017 г.